# Franz Karl Cura
Franz Karl Cura (* 5. Juni 1716; † 29. April 1769) war ein bayerischer Hofkaminfegermeister in Burghausen und Freikorpskämpfer im Österreichischen Erbfolgekrieg (1741–1745).

## Leben
Cura stammte aus einer piemontesischen Familie, die um 1680 nach Burghausen einwanderte und in mehreren Generationen das Amt des Hofkaminkehrers versah. Diese Funktion war äußerst schlecht bezahlt und mit einer aufwändigen Reisetätigkeit verbunden, gehörten zum Bezirk neben der Burg zu Burghausen doch unter anderem die Schlösser Wald a.d. Alz, Mattighofen, Uttendorf, Mauerkirchen.
Franz Karl Cura bildete 1740 beim Ausbruch des österreichischen Erbfolgekrieges „ohne Verpflichtung, Befehl oder Mahnung“ ein Freikorps „aus fünfzig beherzten und guten Schützen“, um auf eigene Faust Krieg gegen die Österreicher zu führen. Cura gehört damit in die Tradition deutscher Freikorps-Kämpfer wie vorher Johann Kaspar Thürriegel, später der preußische Major Ferdinand von Schill. Zunächst war Cura bei seinen Überfällen auf österreichische Patrouillen sehr erfolgreich. Er soll mit seiner Truppe 127 österreichische Offiziere und Gemeine niedergemacht haben, darunter Husaren und berittene Kroaten, musste sich aber in Sicherheit bringen, als die österreichische Armee mit größeren Truppenverbänden anrückte. Am 3. Februar 1742 wurde Burghausen den Österreichern unter General Bentzel übergeben.
Im Oktober 1742, als die kurbayerische Armee sich Burghausen näherte, scharte Cura erneut sein Freikorps um sich, überfiel am 15. Oktober in Neuötting eine elfköpfige Abteilung der österreichischen Husaren und setzte sie gefangen. Noch in derselben Nacht brach Cura mit seinem Freikorps sowie begleitet vom Prinzen von Hildburghausen und 20 bayerischen Grenadieren nach Burghausen auf. Dort eroberte Cura handstreichartig die Burg. Um die Stadt gab es einen heftigen, blutigen Kampf, der erst entschieden wurde, als 500 bayerische Grenadiere zur Verstärkung angerückt waren. Nach dem Sieg über die österreichische Besatzung trat Cura als Korporal in ein neu gebildetes bayerisches Schützen- und Jägerkorps ein, war jedoch schnell wieder auf sein Freikorps angewiesen, als die Österreicher erneut die Oberhand gewannen und am 9. Mai 1743 abermals Burghausen besetzten.
Cura kämpfte in der Folge im südostbayerischen Bereich bei Landshut, Moosburg an der Isar, Erding, Dorfen und Anzing. Im Herbst 1744 drängte Cura die bayerische Militärführung zu einem Großangriff auf Burghausen, zu dem es am 20. November 1744 ab zwei Uhr früh auch kam. Cura erklomm im Alleingang die Burghauser Burg, wies den Truppen den Weg und ermöglichte so den Sieg der Bayern. Von den 1300 österreichischen Soldaten sollen in dem Kampf rund 400 gefallen, 600 gefangen genommen worden sein. Die übrigen flüchteten über die Salzach.
Cura betätigte sich danach als Feldkurier und setzte 1700 Gulden seines Privatvermögens für den Kampf gegen die Österreicher ein.
Noch vor dem Frieden von Füssen am 22. April 1745 wurde Cura bei Kämpfen in Augsburg durch einen Knieschuss verletzt. Zur Belohnung für seinen militärischen Einsatz erhielt Cura vom bayerischen Kurfürsten Maximilian III. Joseph eine Wohnung in der Burghauser Burg, das Recht, dort eine Schankwirtschaft zu betreiben, sowie Holz und Getreide auf Lebenszeit.

## Rezeption
Nach seinem Tod geriet Cura völlig in Vergessenheit. Erst nachdem seine Erinnerungen (Pro Memoria) 1878 im Oberbayerischen Archiv von Josef Würdinger, der das Bayerische Kriegsarchiv leitete, (wieder-)veröffentlicht wurden und Thomas Firmian 1893 in der Zeitschrift Das Bayerland ein Denkmal für Cura forderte, brach eine regelrechte Cura-Begeisterung aus. 1895 wurde auf der Burghauser Burg eine Gedenktafel angebracht, ein Jahr später eine Cura-Straße und ein Cura-Platz benannt. In den Jahren nach der Jahrhundertwende veröffentlichte Joseph Nömeier sein Drama Cura, der Hofkaminkehrermeister von Burghausen. 1968 erschien die historische Ballade Die Befreiung von Burghausen von Max Dingler in oberbayerischer Mundart.